# سیاه‌دار سرخ
سیاه‌دار سرخ یا مُوْرْدِ صحرایی قرمز (نام علمی: Vaccinium vitis-idaea) درختچه‌ای کوتاه و همیشه سبز و در سرده واکسینیوم قرار دارد. میوه این گیاه خوردنی و ترش است. مناطق تایگا، توندرا و شمالگان محل رویش و رشد این گیاه‌است.